# Exact Replicas
Exact Replicas ist ein britischer Hersteller von Automobilen.

## Unternehmensgeschichte
Brian Love gründete 2006 das Unternehmen in Schottland. Er begann mit der Produktion von Automobilen und Kits. Der Markenname lautet Exact. Insgesamt entstanden bisher etwa 19 Exemplare.

## Fahrzeuge
Das erste und gleichzeitig erfolgreichste Modell ist der 355. Dies ist die Nachbildung des Ferrari F 355 als Coupé. Der Motor stammt vom Toyota MR 2. Seit 2006 entstanden bisher etwa zehn Fahrzeuge.
Der Gallargo ähnelt dem Lamborghini Gallardo. Er ist aber nur als Roadster erhältlich. Etwa sieben Fahrzeuge wurden seit 2008 gefertigt.
Der 308 stand nur 2008 im Angebot. Er ähnelte dem Ferrari 308. Ein Motor vom Toyota MR 2 trieb auch dieses Modell an, das nur etwa zwei Käufer fand.